# Claudine Chomat
Pour l’article homonyme, voir Chomat.
Claudine Chomat, née le 7 février 1915 à Saint-Étienne (Loire) et décédée le 14 octobre 1995 à Boulogne-Billancourt (Hauts-de-Seine), est une résistante et militante féministe et communiste française. 

## Biographie

### Enfance
Claudine Chomat perd son père, mineur, au début de la Première Guerre mondiale, avant de naître. Sa mère décède lorsqu'elle a 5 ans. Sa grand-mère se charge de son éducation. 

### Engagement militant
Claudine Chomat commence sa carrière professionnelle comme sténodactylo en juillet 1930 pour une entreprise de pièces détachées pour voiture. Un fabricant de rubans la licencie par la suite en raison de son appartenance à une organisation ouvrière de pratique théâtrale.
En 1932, Claudine Chomat a sa carte de la Jeunesse communiste.
Elle s'engage au Parti communiste en 1934 et participe à la fondation de l'Union des jeunes filles de France en 1936, avec Danielle Casanova, Marie-Claude Vaillant-Couturier et Jeannette Vermeersch. 
Dès la fin de l'année 1939, elle participe à la réorganisation du Parti communiste français clandestin. Elle dirige les Comités féminins de résistance dès 1941 et dès mai 1943, elle dirige les Comités féminins de la zone Nord en compagnie de Maria Rabaté. Ces comités donnent naissance, en 1944, à l'Union des Femmes Françaises, dont elle est élue secrétaire générale après-guerre,. En 1945, elle entre au Comité central du PCF.
Dans le sillage de l'affaire Servin-Casanova en 1961 impliquant son mari, elle subit la disgrâce du Parti. Elle en reste toutefois membre.
À son décès, L'Humanité du 17 octobre 1995 inclut une note de Robert Hue et de Georges Marchais, ce dernier marquant son appréciation pour Claudine Chomat et affirmant avoir « gardé le souvenir des décisions injustifiées qui furent prises à son encontre et envers son compagnon Laurent Casanova ».

### Vie privée
En 1937, elle épouse Victor Michaut, un responsable communiste, pour un mariage qui durera dix ans. En 1948, elle devient l'épouse du responsable communiste Laurent Casanova.

## Distinction
Le 9 mai 1983, elle est décorée par François Mitterrand de la Légion d'honneur pour son activité dans la Résistance.